# Cappella marchionale di Revello
La Cappella marchionale di Revello è un edificio di architettura tardo-gotica che si trova al primo piano dell'ultima torre circolare che rimane del castello, voluto da Ludovico II di Saluzzo, ora residenza comunale della cittadina piemontese, in piazza Denina.

## Descrizione
La costruzione, in parte rimaneggiata, faceva parte del cosiddetto castello sottano e fu una delle dimore principesche del marchesato di Saluzzo, preferita dalla marchesa reggente Margherita di Foix, vedova di Ludovico II, che vi soggiornò a lungo (dal 1521 al 1526 con il primogenito Michele Antonio). Disponeva di un vasto giardino, gallerie coperte, torri, saloni con ricchi ornamenti, scene di caccia, emblemi, iscrizioni in italiano e francese, motti di cavalleria.
Dal punto di vista architettonico è composta da un'aula rettangolare con due volte a crociera e costoloni, nell'incontro dei quali si trovano alcuni stemmi gentilizi. Al centro vi è una finestra ovale che all'esterno è circondata di rifiniture in cotto. Sopra la porta di ingresso, che conserva ancora la ferramenta d'epoca, si vedono le armi di Ludovico II e della consorte Margherita di Foix-Candale. Al di sopra della porta centrale nella parete è stata dipinta l'Ultima cena di Gesù Cristo, di autore ignoto. Le pitture esistenti nella Cappella marchionale sono riferibili ad artisti diversi e di differenti epoche. Sui capitelli sono affrescati i blasoni dei marchesi e figure di santi. Esistevano in origine, lungo le pareti, gli stalli del coro in gotico flamboyant che verranno acquistati dal marchese Roberto Taparelli d'Azeglio per arredare la cappella privata del Castello del Roccolo di Busca, parte degli stalli è tuttora presente nella piccola chiesa di Busca la restante parte venne traslata dal marchese Emanuele d'Azeglio al museo di Casa Cavassa a Saluzzo. Le pareti sono decorate e ripartite sui due lati, sinistro e destro, con una varietà di scene divise le une dalle altre da lesene. Le pitture sono probabilmente attribuibili al fiammingo Hans Clemer (1480-1512 circa), autore della pala della Madonna della Misericordia, realizzata nella Casa Cavassa, a Saluzzo, che ritrae i committenti Ludovico II e Margherita di Foix: rappresentano episodi della vita di santa Margherita di Antiochia, protettrice della marchesa, di Luigi IX di Francia e della regina madre Bianca di Castiglia, suo "modello" politico. L'abside della Cappella ha la volta a spicchi (cinque più due).
Assai significativi, sotto il profilo iconografico, sono i ritratti della famiglia marchesale: Ludovico II, Margherita di Foix e i loro figli Michele Antonio, Giovanni Ludovico, Francesco, Adriano e Gabriele, ultimo sovrano del marchesato.
La cappella è stata sottoposta recentemente a opere di restauro terminate alla fine del 2010.